# Korsberga kyrka, Västergötland
Korsberga kyrka är en kyrkobyggnad som sedan 2010 tillhör Korsberga-Fridene församling (tidigare Korsberga församling) i Skara stift. Kyrkan ligger i Korsberga i västra delen av Hjo kommun.

## Kyrkobyggnaden
Första träkyrkan på platsen var sannolikt uppförd på 1200-talet. Någon gång på medeltiden uppfördes en murad sakristia som ännu står kvar. Dagens timmerkyrka uppfördes 1696 och 1823 tillkom ett smalare vapenhus vid västra kortsidan. Utvändigt är träpanelen målad i vitt för att ge intryck av stenkyrka. Taket är spåntäckt.

## Inventarier
- Madonnaskulptur tronande i altarskåp från sent 1200-tal troligen utförd i al. Figurens höjd 93 cm och skåpets 120 cm. [1]
- Altaruppsatsen är i barock.
- I sakristian finns ett 1400-talsmåleri från mäster Amunds skola. Motivet är rosenkransen.
- Predikstolen är skänkt till kyrkan 1712 och troligen utförd av Johan Ullberg den äldre.

### Klockstapel och Klockor
På kyrkogården står klockstapeln från 1600-talet. Däri hänger en bikupsformig lillklocka av en tidig medeltida typ, som möjligen kan dateras till 1100-talet. Den hör i vart fall till Västergötlands äldsta. Den har tomma skriftband och saknar inskrifter.

### Orgel
Orgeln, som är placerad på läktaren i väster, är tillverkad 1964 av Nordfors & Co. Den ljudande fasaden är från 1854 och det 1964 tillbyggda ryggpositivet är typiskt för den tidens klangliga och arkitektoniska tänkesätt. Det avviker i färgsättning på ett markant sätt från kyrkans övriga inredning. Instrumentet har femton stämmor fördelade på två manualer och pedal.

## Bilder

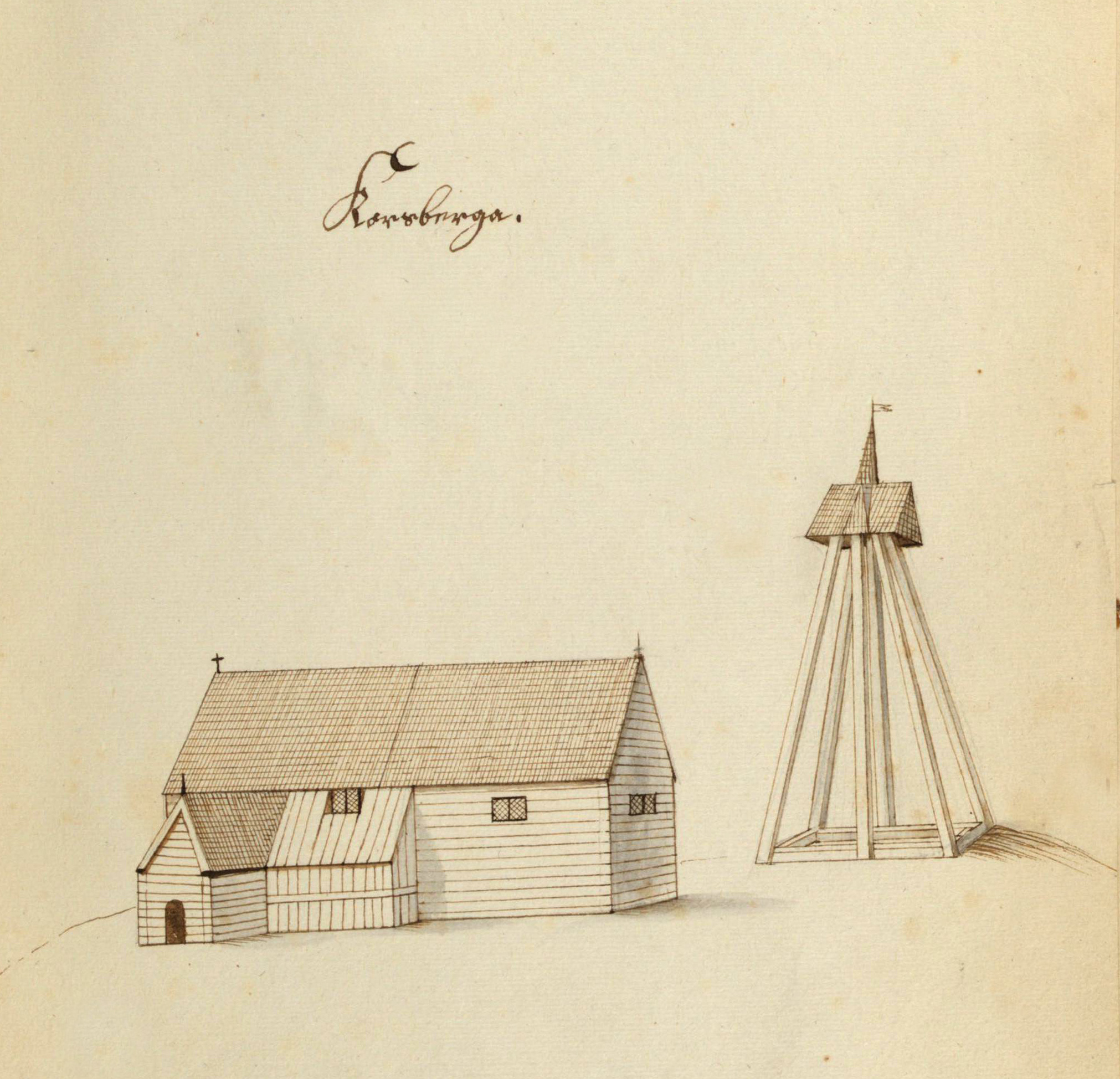
Kyrkan på teckning omkring 1670.
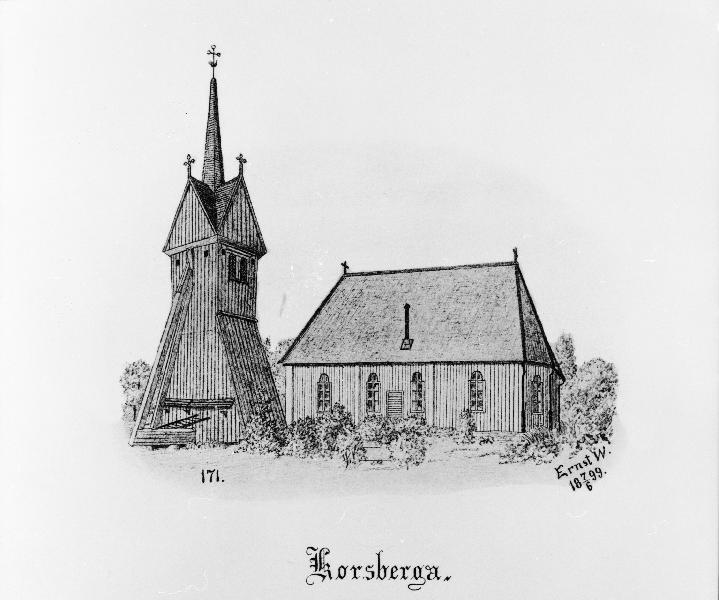
Kyrkan på teckning från 1899.
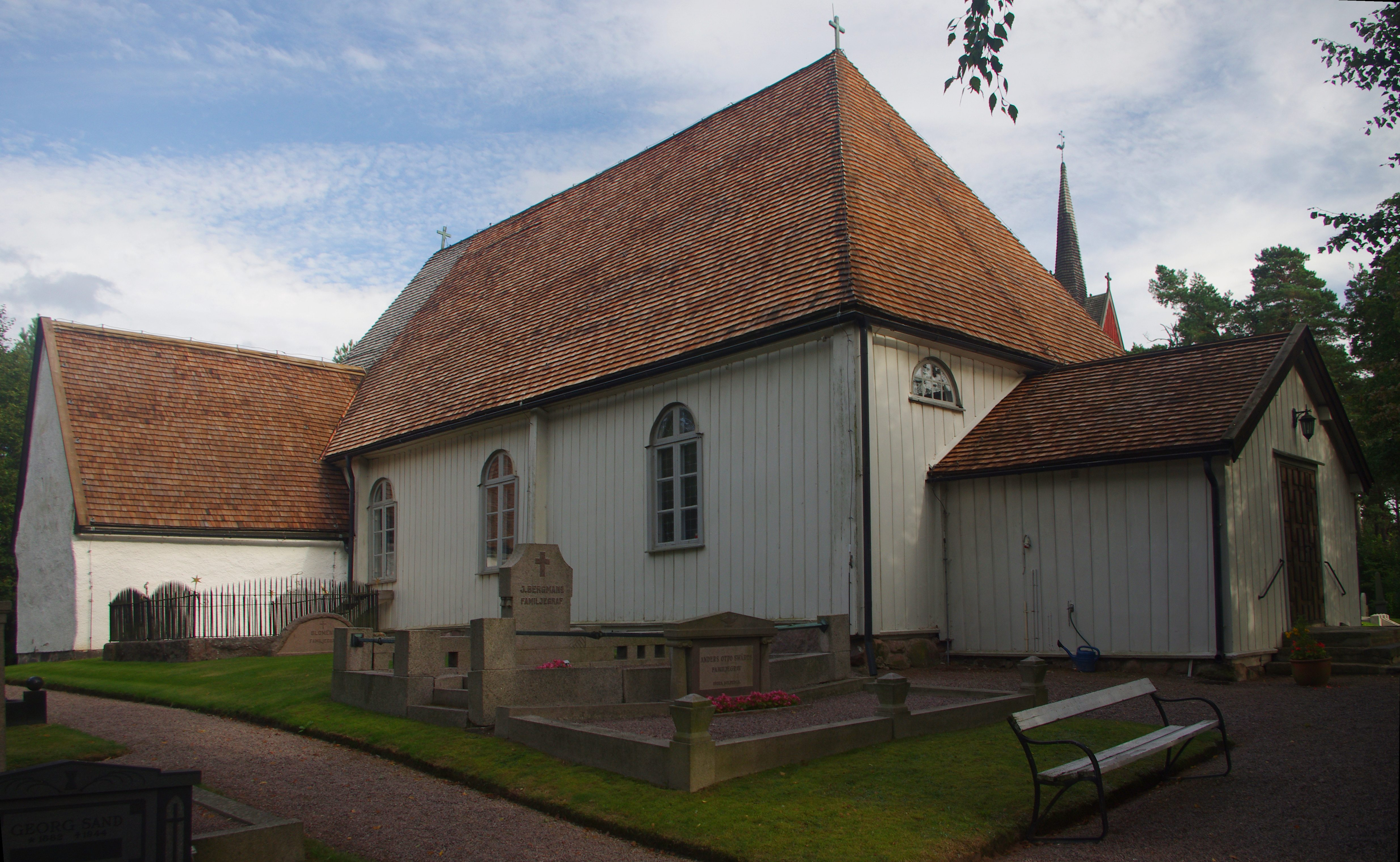
Exteriör.
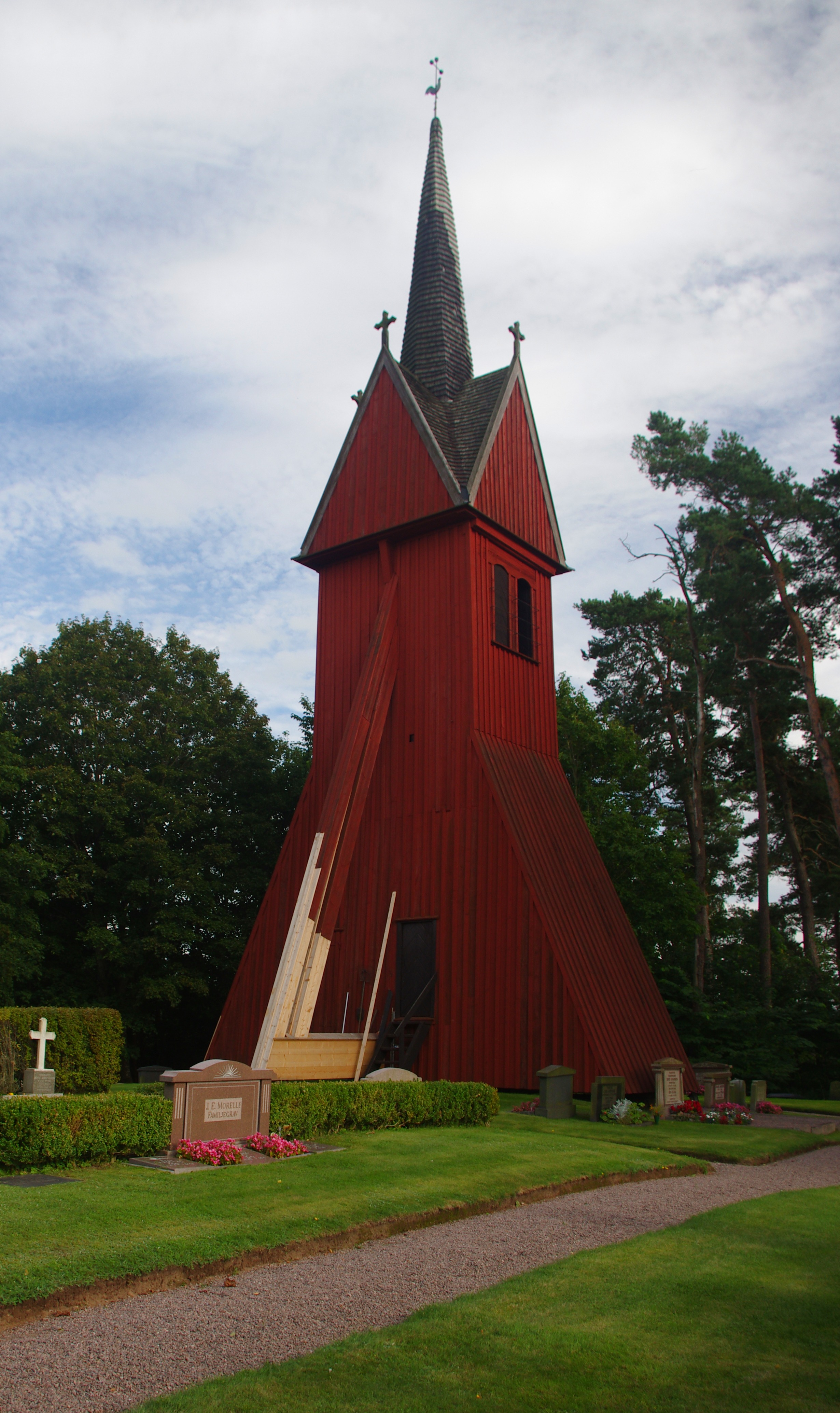
Klockstapel.
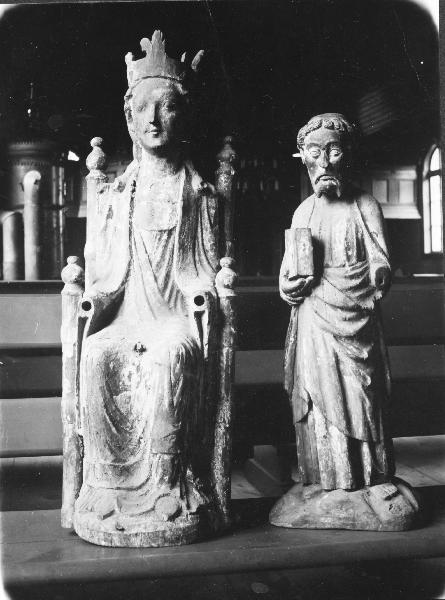
Träskulpturer: tronande Madonna och apostel.